# Thomas Arthur de Lally-Tollendal
Thomas Arthur, baron de Tollendal, comte de Lally, dit « Lally-Tollendal », né le 13 janvier 1702 à Romans et exécuté en place de Grève, à Paris, le 9 mai 1766, est un militaire et haut fonctionnaire français d’origine irlandaise.

## Biographie

### Débuts de Lally
Son père, Gerard Lally (en), ayant obtenu, le 1er janvier 1709, une commission de capitaine dans le régiment irlandais de Dillon, son fils assista en 1714 au siège de Barcelone ; il fut alors envoyé au collège puis entra dans le corps armé en 1721. Fait aide-major du régiment de Dillon en 1732, il alla en 1737 visiter l’Angleterre et en examiner l’état d'esprit. À son retour en France, il obtint une charge de capitaine de grenadiers et le cardinal de Fleury l’envoya en mission secrète en Russie. En 1742, le maréchal de Noailles le prit pour aide-major général et on créa ensuite pour lui un régiment irlandais. Louis XV le fit brigadier sur le champ de bataille de Fontenoy. À la formation de l’armée de Normandie, sous le maréchal de Richelieu, Lally en fut fait maréchal général des logis ; il partit pour l’Irlande, et seconda le prince Charles à la bataille de Falkirk. Il assista ensuite à tous les sièges des Pays-Bas autrichiens et le jour même de la prise de Maastricht, il fut fait maréchal de camp. Enfin il fut créé en 1757 lieutenant général, grand-croix de Saint-Louis.

### Malheureux commandement aux Indes

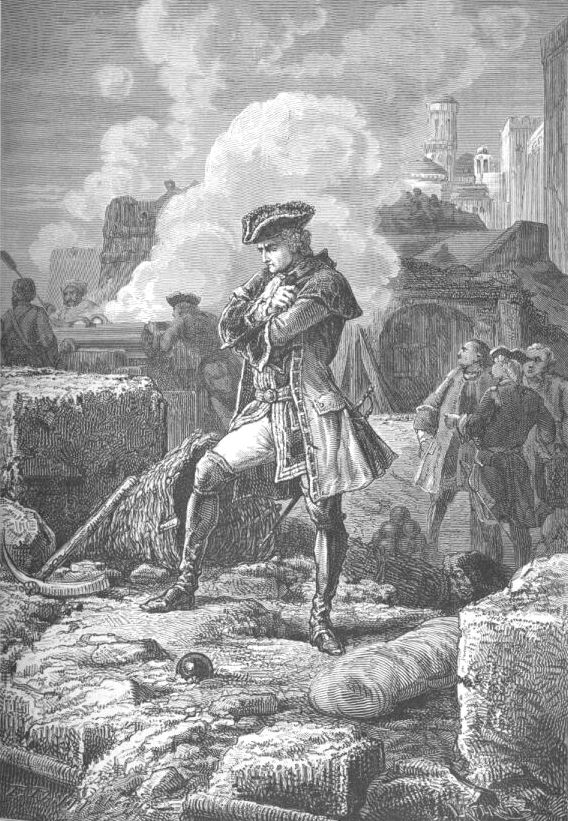
Lally-Tollendal pendant le siège de Pondichéry en 1760.

Après la guerre de Succession d'Autriche, la puissance anglaise en Inde, tenue en échec jusqu’en 1754 par Dupleix, se développait rapidement et menaçait de ruiner celle de la France. Avec le début de la guerre de Sept Ans en 1755, il fallait envoyer des renforts, à moins d’accepter le risque de tout perdre. Après la disgrâce de Dupleix, son adjoint, Bussy, très entreprenant et connaissant parfaitement le terrain, semblait s’imposer pour y commander, mais le ministre de la Marine, Machault d'Arnouville, lui préfère Lally-Tollendal, protégé de la marquise de Pompadour,. Lally est un bon soldat qui déteste les Anglais, mais il ne connaît strictement rien au monde indien. Cette erreur majeure, dictée par des considérations de Cour, est à l'origine de l’échec de toute la campagne, de la perte de l’Inde et, in fine, de celle de Lally lui-même.
Une escadre a d’abord été promise, mais la Marine royale, qui dispose de nettement moins de vaisseaux que la Royal Navy, ne peut accorder qu’une division mixte formée d’un vaisseau de guerre et huit navires armés de la Compagnie des Indes. Lally est nommé commissaire du roi, syndic de la compagnie des Indes et commandant général de tous les établissements français aux Indes orientales. La petite force du comte d’Aché quitte la France le 2 mai 1757 pour toucher, après un voyage long et pénible, à l’Isle de France (aujourd'hui Ile Maurice), le 17 décembre suivant, huit mois après son départ. Pondichéry est en vue le 29 avril 1758 après avoir livré une difficile bataille navale devant Gondelour pour repousser une tentative d’interception anglaise.
Les Anglais avaient eu le temps nécessaire pour se fortifier et renforcer leurs escadres comme en témoignait ce premier combat naval. Avec les 3 500 hommes débarqués en renfort par d’Aché, Lally s’empare néanmoins fin 1758 de Gondelour, d’Arcate, et du fort Saint-David, près de Pondichéry,. 
Mais il ne dispose pas de soutien naval, car l’escadre de d’Aché est rentrée sur l’Isle-de-France, pour se mettre à l’abri de la mousson d’hiver. C’est ainsi qu’il échoue devant Madras, la place étant ravitaillée en décembre 1758 par l’escadre de Pocock, qui avait pu rester sur place grâce à la base abritée de Bombay. Lally est contraint de lever le siège en février 1759 et de se replier sur Pondichéry. D’Aché vient en septembre 1759 lui apporter des renforts et de l’argent après une dernière et difficile bataille navale face à Pocock qui tente de bloquer la place. 
Mais Lally, s’il est un bon combattant, est un mauvais diplomate. Il rejette hélas les alliances proposées par les nababs, qui du temps de Dupleix, avaient pourtant assuré le succès des Français. Il ne comprend pas du tout les Hindous, qu’il considère à tort comme des « Sauvages ». Deuxième erreur : il ne veut faire la guerre qu’à l’européenne, et méprise les compagnies de cipayes, pourtant équipés et formés par Dupleix et ses officiers, à l’européenne. À Pondichéry même, ses rapports avec les administrateurs de la Compagnie deviennent très houleux et difficiles. Lally se brouille hélas aussi avec son excellent second, Bussy, homme essentiel pour faire le lien avec les compagnies de cipayes et les hindous. Il se retrouve peu à peu isolé, alors que les Anglais reçoivent des renforts considérables et n’hésitent pas, eux, à s’appuyer sur de nombreuses troupes indiennes.
Voltaire, qui est actionnaire dans la Compagnie des Indes, écrit le 15 février 1760 dans une lettre : 

« Nous avons à Pondichéry un Lally… qui me coûtera tôt ou tard, vingt mille livres tournois annuels… »

Bussy, avec qui le torchon brûle, est fait prisonnier puis rentre en France, libéré sur parole. D’Aché, qui considère peut-être la partie comme perdue, se replie sur l’Isle-de-France avec son escadre, seulement quelques jours après avoir débarqué les renforts. Désormais seul et coupé de la métropole, Lally n’est plus en mesure de redresser la situation. Les Anglais font la reconquête de tout le terrain perdu dans le Carnatic et viennent mettre le siège par terre et par mer devant Pondichéry, en mars 1760 avec 16 vaisseaux et 15 000 hommes. Après de nombreuses péripéties, une longue résistance, et une lutte intérieure contre les officiers de son propre corps expéditionnaire et ses troupes mal traitées, mal payées, mal nourries, manquant de vivres et de munitions, il capitule (livrant ainsi Pondichéry), après s’être défendu avec 1 200 hommes contre 15 000 (dont 4 000 Anglais et plus de 10 000 cipayes), le 14 janvier 1761.

### Lally-Tollendal, bouc émissaire des défaites de la guerre de Sept Ans

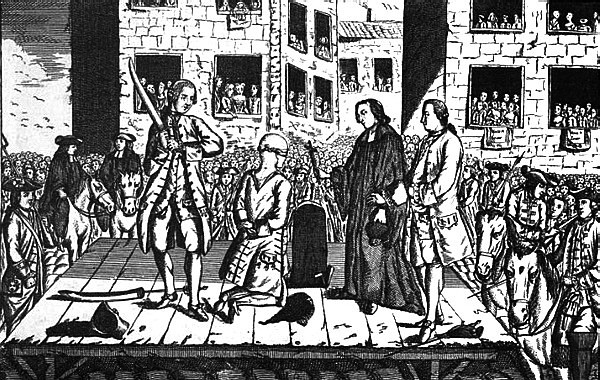
L’exécution de Lally-Tollendal, en 1766.

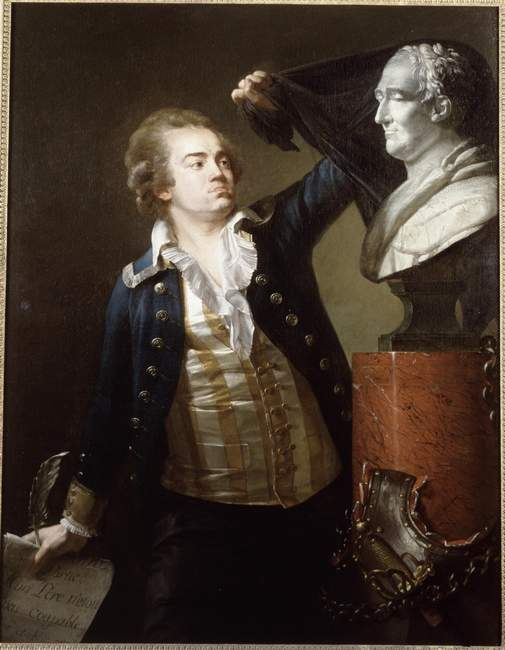
Gérard de Lally-Tollendal dévoilant le buste de son père (1787),
(Musée de la Révolution française).

Fait prisonnier, il est conduit à Madras avant d’être dirigé vers l’Angleterre où, sur son insistance, il obtient sa liberté sur parole, afin de se rendre à Paris pour se défendre contre les accusations de lâcheté, de trahison et de corruption formulées à son encontre. 
La Compagnie des Indes le défend quelque temps, puis le lâche en pâture à tous ceux qui réclament un exemple. Bouc émissaire des défaites infligées par les Anglais, il est enfermé à la Bastille par lettre de cachet (1762), sans avoir le droit de se choisir un avocat. Il défend son honneur, publie des Mémoires justificatifs, mais l’autoritarisme dont il avait fait preuve envers ses troupes, son échec à Madras et sa reddition à Pondichéry rendent sa défense très difficile. Il demande à être traduit devant un conseil de guerre, mais c’est le Parlement de Paris qui le juge, après une enquête commencée en 1764. Bussy et d’Aché déposent contre lui. Le conseiller Pasquier, dans son rapport, arrive à la conclusion que Lally est coupable d’avoir usurpé une autorité « despotique et tyrannique ».
Le 3 mai 1766, il est condamné à la décapitation pour « avoir trahi les intérêts du roi». Après quatre ans de prison, il est conduit au supplice place de Grève, dans un carrosse drapé de noir. Sa décapitation, œuvre des bourreaux Sanson père et fils, tourne presque au Grand-Guignol : Sanson manque son coup, casse la mâchoire avec son épée ainsi que plusieurs dents et doit recommencer.
Cette exécution produit une grande indignation en France et en Europe. Voltaire, qui oublie ses bons mots sur Lally, prend sa défense, et avec lui, l’opinion publique. Il dénonce et flétrit le jugement puis se mobilise en 1773, avec son fils légitimé, Gérard de Lally-Tollendal, pour obtenir sa réhabilitation. Ce dernier publie, grâce à la plume de Voltaire, des Fragments sur l’Inde, puis d’autres défenses de la mémoire de son père. Il engage toute une série de procès en révision et obtient, par un arrêt du roi la cassation du jugement inique du Parlement, qui avait condamné son père à mort, sans l’avoir entendu, car on l’avait même bâillonné en le conduisant à l’échafaud. Cependant l’affaire, renvoyée devant les Parlements de Rouen et de Dijon, ne se termine que sur un jugement partiellement favorable : le crime de haute trahison est écarté, mais les autres chefs d’accusation sont maintenus et Lally ne sera jamais réhabilité. Le fils de Lally-Tollendal fut autorisé à porter le nom de son père.
La médiatisation par Voltaire de cette affaire contribua à l’impopularité de Louis XV, qui avait besoin d’un bouc émissaire, et au discrédit de la monarchie en France, rendue responsable par l’opinion publique de la perte de l’Inde française. La réhabilitation de Lally fut néanmoins hautement demandée par l’opinion publique dans toute l’Europe.